# Marc Schlegel

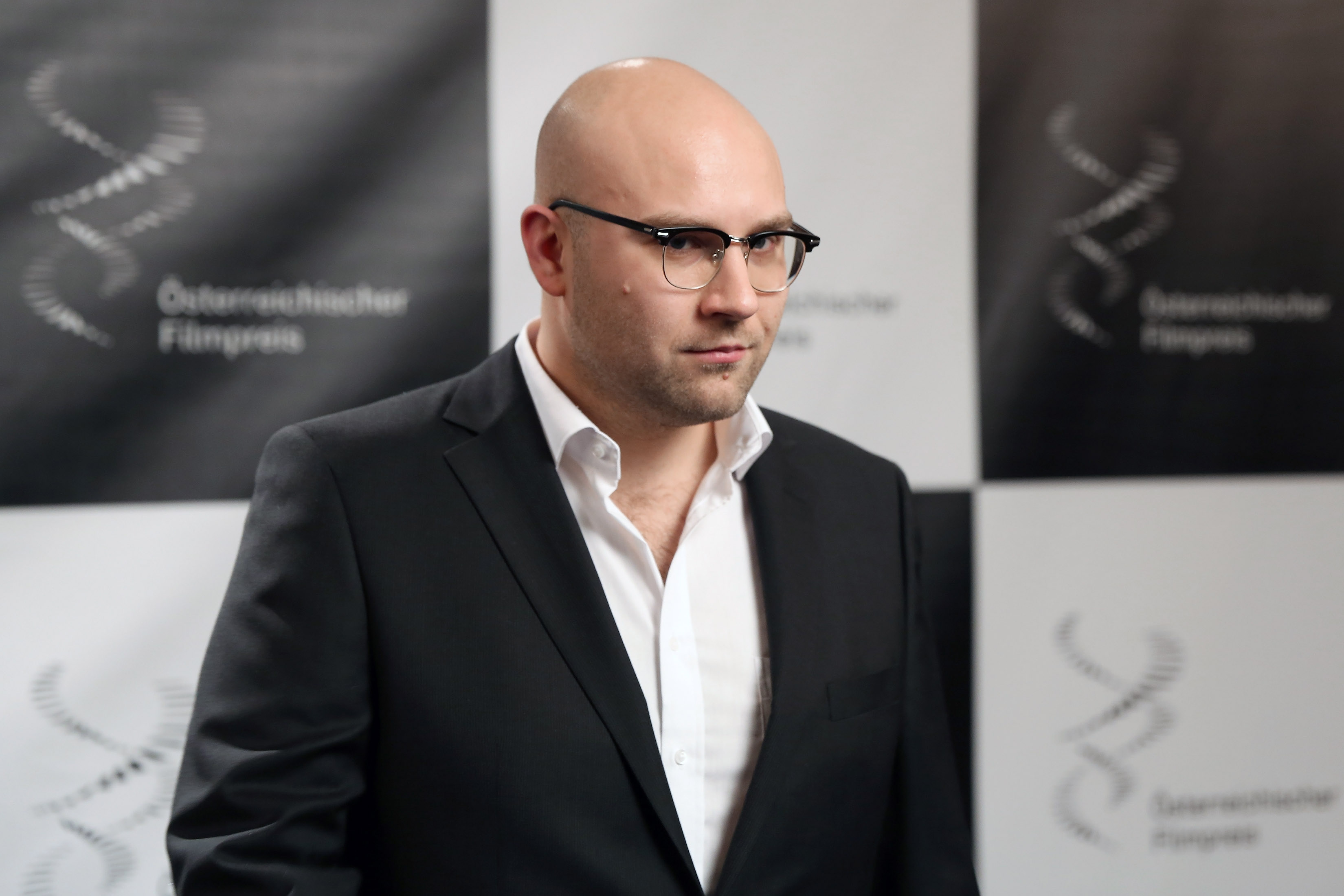
Österreichischer Filmpreis 2015 Marc Schlegel

Marc Schlegel (* 5. November 1982 in Waiblingen) ist ein deutscher Filmregisseur und Drehbuchautor.

## Leben
Marc Schlegel war am solitude Gymnasium und machte 1998 seinen Abschluss. Er studierte Regie und Drehbuch an der Filmakademie Wien. Schon mit seinen im Rahmen des Studiums realisierten Kurzfilmen war Marc Schlegel auf zahlreichen internationalen Filmfestivals vertreten und wurde vielfach ausgezeichnet. Sein Abschlussfilm „Das Begräbnis des Harald Kramer“ gewann 2013 unter anderem beim Internationalen Festival der Filmhochschulen München den Luggi-Waldleitner-Preis für das beste Drehbuch und Bronze beim renommierten Camerimage Festival. Im Jahr 2014 nahm der Film als einzige nicht englischsprachige Produktion am L.A. Comedy Shorts Film Festival teil und gewann dort den Preis für den besten Studentenfilm.
Im Jahr 2015 erschien mit der Komödie „Schmidts Katze“ Schlegels Langfilmdebüt.

## Filmografie (Auswahl)
- 2011: Bastagon und die Regenbogenprinzessin (Bastagon and the Rainbow Princess)
- 2013: Das Begräbnis des Harald Kramer (The funeral of Harald Kramer)
- 2015: Schmidts Katze
- 2019: Stadtkomödie – Curling for Eisenstadt (Drehbuch)
- 2021: Stadtkomödie – Man kann nicht alles haben (Drehbuch)
- 2022: Sommer auf drei Rädern (Regie, Drehbuch)
- 2024: Beasts Like Us (Fernsehserie, Regie)

## Auszeichnungen
Für „Das Begräbnis des Harald Kramer“
- Best Student Comedy Short beim L.A. Comedy Shorts Festival (USA) 2014[3]
- Audience Award „Vox Populi“ beim Cinema Perpetuum Mobile Festival Minsk (BEL) 2014[4]
- Bronze Tadpole beim Camerimage Film Festival (PL) 2013[5]
- Bestes Drehbuch (Luggi-Waldleitner-Preis), Prix Interculturel und beste Produktion beim Internationalen Festival der Filmhochschulen München (D) 2013[6]
- Best Fiction beim Euroshorts – European Short Film Festival Danzig (PL) 2013

Für „Bastagon und die Regenbogenprinzessin“
- Best Film beim L’Étrange Filmfestival (F) 2012
- 1. Prize beim Clap n´Sound Film- und Musikfestival (F) 2012
- Student Film Award bei der Leiden International Short Film Experience (F) 2011
- Best Foreign Language Film beim Cannes in a Van (F/UK) 2011
- Golden Film beim Irpen Filmfest 2011 (UKR)